# Myriopteris lanuginosa
Myriopteris lanuginosa là một loài thực vật có mạch trong họ Adiantaceae. Loài này được (M. Martens & Galeotti) E. Fourn. miêu tả khoa học đầu tiên năm 1872.